# MaK DE 6400
De NS 6400 is een serie dieselelektrische locomotieven van het type MaK DE 6400 gebouwd door Maschinenbau Kiel (MaK), later Vossloh, voor de Nederlandse Spoorwegen (NS) voor het goederenvervoer. Na de opsplitsing van NS in 1995 zijn alle 6400'en overgegaan naar NS Cargo (nu: DB Cargo). De locomotieven zijn in Duitsland als "Baureihe 264" bekend.

## Geschiedenis
In 1985 bestelde NS 60 locomotieven voor de vervanging van de uit de jaren 50 stammende series 2200 en 2400. In 1989 volgde een vervolgserie van nog 60 locomotieven.
In augustus en september 1990 is de 6443 door de Noorse staatsspoorwegen NSB gehuurd om het type te evalueren.
Een deel van de locs heeft zijn oorspronkelijke geel-grijze NS-kleurencombinatie ingewisseld voor de rode kleurstelling van NS Cargo of Railion, in 2009 hernoemd in DB Schenker Rail. De locs 6401, 6402, 6403 en 6504 werden in 2006 gestickerd in de kleurstelling van Railpro, een leverancier van spooronderhoudsmaterialen. Sinds september 2009 zijn deze locomotieven weer voorzien van de geel-grijze kleurstelling.
Vanaf 2009 verschijnen de 6400 in de verkeersrode kleurstelling van DB Cargo. In 2020 rijdt alleen de 6461 nog in geel-grijze kleurstelling rond.
Door de afname van het goederenvervoer stonden in de periode 2009-2019 veel 6400'en terzijde. Een groot aantal terzijde gestelde locs is opgeknapt en verkocht aan andere vervoerders, waaronder DB Polska.

## Constructie en techniek
Het ontwerp is gebaseerd op een standaardtype van MaK, de DE 1002 en dragen typenaam MaK DE 6400. De locomotieven worden dieselelektrisch aangedreven en waren de eerste Nederlandse locomotieven met draaistroommotoren. De locomotieven waren in eerste instantie voorbereid op de mogelijkheid om een afstandsbediening (Radiografische bediening) in te bouwen. Deze afstandsbedieningen werden later ingebouwd en in gebruik genomen. Tot 4 locs mogen gecombineerd rijden, voor het trekken van zware goederentreinen.
Ze zijn langer dan dit type, omdat er ruimte nodig was voor de ATB en een hulpdieselmotor, die bij een geparkeerde loc elektriciteit opwekt voor batterijlading en voor de verwarmingselementen die het koelwater van de hoofddieselmotor op temperatuur brengen of houden. Hierdoor is de hoofdmotor altijd op bedrijfstemperatuur en is het niet nodig de hoofdmotor stationair warm te laten draaien. In tegenstelling tot de eerdere Nederlandse locomotieftypen kan de hoofddieselmotor niet zonder extra handelingen koud gestart worden.
Ook is er meer ruimte nodig voor de draaistellen, omdat die groter zijn door de toepassing van blokkenremmen in plaats van schijfremmen. Omdat er hulpstuurtafels voor het rangeren achter de stoelen werden geplaatst werd de doorgang erg smal en dus werd ook de cabine langer. De cabine staat 110 mm hoger dan bij het voorbeeld, zodat de machinist royalere zichtlijnen heeft. Hierdoor werd het tevens mogelijk de batterijen onder de vloer van de cabine onder te brengen, wat een betere bereikbaarheid tot gevolg had.
In de loop van 1986 zijn door NS in de fabriek van MaK praktijkproeven gedaan met de cabine, om de zichtlijnen te beproeven en om te controleren of de machinist wel binnen het omgrenzingsprofiel blijft wanneer hij uit de cabine leunt. Hiertoe is een aantal machinisten naar de fabriek gereisd.
De 6400 heeft net als de DE 1002 twee huiven waarin apparatuur is ondergebracht: de korte huif (E-huif) die de elektrische installatie bevat, en de langere huif met de hoofdgenerator, uitlaatdempers, dieselmotoren en koelinstallatie.
Van de eerste serie van 60 zijn er 20 draaistellen door MaK gefabriceerd, en voor 50 locs door Stork RMO in Amsterdam. De draaistellen hebben een grotere radstand dan die van het loctype dat model heeft gestaan, omdat de conventionele blokkenrem is toegepast, in tegenstelling tot het voorbeeld. Voor de loc is een speciale stoel ontworpen die niet alleen naar voren en naar achteren geschoven kan worden, maar ook dwars gekanteld kan worden met het oog op het door het raam naar buiten leunen, onder andere bij het rangeren.
De hoofddieselmotor is afkomstig van MTU en van het type 12V 396 TC 13. De dieselmotor drijft een borstelloze synchrone draaistroomgenerator aan. Een gelijkrichter zet deze draaistroom om in een gelijkspanning van 1500 V. (Dit was een eis van het Ministerie van Defensie, zodat er noodhospitalen konden worden samengesteld met passagiersrijtuigen die moeten worden gevoed met 1500 V gelijkstroom, waarbij de energie geleverd zou moeten worden door de diesellocomotief.) Twee luchtgekoelde wisselrichters (BBC type 13 SG 09), die zich in de korte huif bevinden, zetten deze gelijkstroom om in driefasenwisselstroom met variabele spanning en frequentie waarmee de 4 asynchrone tractiemotoren worden gevoed.
De 6400 kan elektrodynamisch remmen; de stroom die hierbij wordt opgewekt, wordt door remweerstanden in warmte omgezet.
Een aantal van deze locomotieven heeft extra apparatuur voor de gebruikte treinbeïnvloeding in België en Duitsland om in deze landen te worden toegelaten. Deze locomotieven hebben respectievelijk de bijnamen Vlaamse Reuzen en Duitse Herders. Daarnaast zijn er locomotieven uitgerust met ETCS om te kunnen rijden op de Betuweroute. Deze worden DMI-locs genoemd naar de DMI (Driver Machine Interface) die is ingebouwd boven de stuurtafel van de loc. Voor het heuvelbedrijf op Kijfhoek zijn er de zogenaamde "heuvellocs" 6476 tot en met 6479.

## Afvoer en verkoop
Door terugloop in het goederenvervoer als gevolg van de economische crisis, het afstoten van kleinschalig vervoer, en de instroom van elektrische locomotieven serie 189, werd in 2009 een groot aantal locomotieven serie 6400 buiten dienst gesteld. In de daaropvolgende jaren werd een aantal locomotieven weer in dienst gesteld. Anderen werden gesloopt of doorverkocht naar een andere spoorwegmaatschappij.
- 6415 gesloopt na een botsing bij Barendrecht in 2009.
- 6419 naar Grenland Rail, Noorwegen.
- 6420 naar NRC, Noorwegen.
- 6446 naar Grenland Rail, Noorwegen.
- 6447 in 2016 naar Eurotunnel als 0010.
- 6448 naar Grenland Rail, Noorwegen.
- 6449 naar Grenland Rail, Noorwegen.
- 6452 naar Norsk Jernbanedrift, Noorwegen
- 6514 gesloopt na een botsing bij Barendrecht in 2009.

Twee locs (6456 en 6457) zijn in 2010 aan Eurotunnel verkocht, om de sterk lijkende Class 0001 aan te vullen.
Enkele locs die eerst terzijde stonden, hebben een terugkeer gemaakt als wegsleeplocomotief. Daartoe hebben zij een Scharfenbergkoppeling gekregen.
Twee locs (6406 en de 6409) zijn door LTE gehuurd en werden bij Shunter op de Waalhaven gereviseerd en in de huisstijl van LTE gespoten.
Eind 2017 werden 4 locs (6475, 6482, 6484)+(6481 wordt verwacht in 2018) door Railtraxx in gebruik genomen. Deze werden eveneens bij Shunter gereviseerd en in de huisstijl van RTX gespoten.

## Overzicht
| Nummer | In dienst | Naam          | Status    | Huidige (of laatste) eigenaar | Huidig (of laatste) nummer | Huidige (of laatste) kleurstelling | Huidige aanwezige Treinbeïnvloeding | Opmerkingen                                            | Foto |
| ------ | --------- | ------------- | --------- | ----------------------------- | -------------------------- | ---------------------------------- | ----------------------------------- | ------------------------------------------------------ | ---- |
| 6401   | 1988      | Mijndert      | In dienst | DB Cargo (PL)                 | 6401                       | -                                  |                                     |                                                        |      |
| 6402   | 1988      | Marinus/Dawid | In dienst | DB Cargo (PL)                 | 6402                       | -                                  |                                     | Kreeg de naam Dawid bij DB Cargo Polska                |      |
| 6403   | 1988      | Gijs          | Terzijde  | DB Cargo (NL)                 | 6403                       | -                                  | ATB                                 |                                                        |      |
| 6404   | 1988      | Johan         | In dienst | DB Cargo (PL)                 | 6404                       | -                                  |                                     |                                                        |      |
| 6405   | 1988      | Jan           | In dienst | DB Cargo (PL)                 | 6405                       | -                                  |                                     |                                                        |      |
| 6406   | 1988      | Tonnie        | In dienst | LTE Netherlands BV            | 6406                       | blauw-wit met LTE logos            | ATB, ETCS Base line 2               |                                                        |      |
| 6407   | 1988      | Henk          | In dienst | NRC Norway                    | 001                        | -                                  |                                     |                                                        |      |
| 6408   | 1988      | Gerard        | In dienst | DB Cargo (PL)                 | 6408                       | -                                  |                                     |                                                        |      |
| 6409   | 1988      | Herman        | In dienst | LTE Netherlands BV            | 6409                       | blauw-wit met LTE logos            | ATB, ETCS Base line 2               |                                                        |      |
| 6410   | 1988      | Toon          | In dienst | DB Cargo (PL)                 | 6410                       | -                                  |                                     |                                                        |      |
| 6411   | 1988      | Olivier       | In dienst | DB Cargo (NL)                 | 6411                       | rood                               | ATB, ATB-NG                         |                                                        |      |
| 6412   | 1989      | Hans          | In dienst | DB Cargo (NL)                 | 6412                       | rood                               | ATB, ATB-NG                         |                                                        |      |
| 6413   | 1989      | Foeke         | In dienst | DB Cargo (NL)                 | 6413                       | rood                               | ATB, ATB-NG                         |                                                        |      |
| 6414   | 1989      | Sander        | In dienst | DB Cargo (NL)                 | 6414                       | rood                               | ATB, ATB-NG                         |                                                        |      |
| 6415   | 1989      | Rens          | Gesloopt  | DB Cargo (NL)                 | 6415                       | rood                               |                                     | Gesloopt in Maart 2010 na Treinongeval bij Barendrecht |      |
| 6416   | 1989      | Arie          | In dienst | DB Cargo (NL)                 | 6416                       | rood                               | ATB, ATB-NG                         |                                                        |      |
| 6417   | 1989      | Bob           | In dienst | DB Cargo (NL)                 | 6417                       | rood                               | ATB, ATB-NG                         |                                                        |      |
| 6418   | 1989      | John          | In dienst | DB Cargo (NL)                 | 6418                       | rood                               | ATB, ATB-NG                         |                                                        |      |
| 6419   | 1989      | Willem        | In dienst | Grenland Rail                 | 6419                       | rood                               |                                     |                                                        |      |
| 6420   | 1989      | Horst         | In dienst | NRC Norway                    | 002                        | -                                  |                                     |                                                        |      |
| 6421   | 1989      | Sebe          | In dienst | DB Cargo (NL)                 | 6421                       | rood                               | ATB, ETCS Baseline 2                |                                                        |      |
| 6422   | 1989      | Wim           | In dienst | DB Cargo (NL)                 | 6422                       | rood                               | ATB, ETCS Baseline 2                |                                                        |      |
| 6423   | 1989      | Chris         | In dienst | DB Cargo (NL)                 | 6423                       | rood                               | ATB, ETCS Baseline 2                |                                                        |      |
| 6424   | 1989      | Dirk          | In dienst | DB Cargo (NL)                 | 6424                       | rood                               | ATB, ETCS Baseline 2                |                                                        |      |
| 6425   | 1989      | Chris         | In dienst | DB Cargo (NL)                 | 6425                       | rood                               | ATB, ETCS Baseline 2                |                                                        |      |
| 6426   | 1989      | Niko          | In dienst | DB Cargo (NL)                 | 6426                       | rood                               | ATB, ETCS Baseline 2                |                                                        |      |
| 6427   | 1989      | Hans          | In dienst | DB Cargo (NL)                 | 6427                       | rood                               | ATB, ETCS Baseline 2                |                                                        |      |
| 6428   | 1989      | Dirk          | In dienst | DB Cargo (NL)                 | 6428                       | rood                               | ATB, ETCS Baseline 2                |                                                        |      |
| 6429   | 1989      | Hans          | In dienst | DB Cargo (NL)                 | 6429                       | rood                               | ATB, ETCS Baseline 2                |                                                        |      |
| 6430   | 1989      | Jan-Adrianus  | In dienst | DB Cargo (NL)                 | 6430                       |                                    | ATB, ETCS Baseline 2                | 'Wegsleepdienst' stickers                              |      |
| 6431   | 1990      | Antonius      | In dienst | DB Cargo (NL)                 | 6431                       | rood                               | ATB, ETCS Baseline 2                |                                                        |      |
| 6432   | 1990      | Hendrikus     | In dienst | DB Cargo (NL)                 | 6432                       | rood                               | ATB, ETCS Baseline 2                |                                                        |      |
| 6433   | 1990      | Han           | In dienst | DB Cargo (NL)                 | 6433                       |                                    | ATB, ETCS Baseline 2                | 'Wegsleepdienst' stickers                              |      |
| 6434   | 1990      | Henk          | In dienst | DB Cargo (NL)                 | 6434                       | rood                               | ATB, ETCS Baseline 2                |                                                        |      |
| 6435   | 1990      | Joop          | In dienst | DB Cargo (NL)                 | 6435                       | rood                               | ATB, ETCS Baseline 2                |                                                        |      |
| 6436   | 1990      | Willem        | In dienst | DB Cargo (NL)                 | 6436                       | rood                               | ATB, ETCS Baseline 2                |                                                        |      |
| 6437   | 1990      | Arie          | In dienst | DB Cargo (NL)                 | 6437                       | rood                               | ATB, ETCS Baseline 2                |                                                        |      |
| 6438   | 1990      | Henk          | In dienst | DB Cargo (NL)                 | 6438                       | rood                               | ATB, ETCS Baseline 2                |                                                        |      |
| 6439   | 1990      | Geert         | In dienst | DB Cargo (NL)                 | 6439                       | rood                               | ATB, ETCS Baseline 2                |                                                        |      |
| 6440   | 1990      | Jaap          | In dienst | DB Cargo (NL)                 | 6440                       | rood                               | ATB, ETCS Baseline 2                |                                                        |      |
| 6441   | 1990      | Joyce         | In dienst | DB Cargo (NL)                 | 6441                       | rood                               | ATB, ETCS Baseline 2                |                                                        |      |
| 6442   | 1990      | William       | In dienst | DB Cargo (NL)                 | 6442                       | rood                               | ATB, ETCS Baseline 2                |                                                        |      |
| 6443   | 1990      |               | Terzijde  | DB Cargo (NL)                 | 6443                       | geel/grijs                         | -                                   |                                                        |      |
| 6444   | 1990      | Eeltje        | In dienst | DB Cargo (PL)                 | 6444                       | -                                  |                                     |                                                        |      |
| 6445   | 1990      | Wijbo         | In dienst | DB Cargo (PL)                 | 6445                       | -                                  |                                     |                                                        |      |
| 6446   | 1990      | Jo            | In dienst | Grenland Rail                 | 6446                       | -                                  |                                     |                                                        |      |
| 6447   | 1990      | Maurits       | In dienst | Eurotunnel                    | 0010                       | -                                  |                                     |                                                        |      |
| 6448   | 1990      | Rein          | In dienst | Grenland Rail                 | 6448                       | -                                  |                                     |                                                        |      |
| 6449   | 1991      | John          | In dienst | Grenland Rail                 | 6449                       | -                                  |                                     |                                                        |      |
| 6450   | 1991      | Hanja         | In dienst | Eurotunnel                    | 0008                       | -                                  |                                     |                                                        |      |
| 6451   | 1991      | Daan          | In dienst | Eurotunnel                    | 0009                       | -                                  |                                     |                                                        |      |
| 6452   | 1991      | Rein          | In dienst | Norsk Jernbanedrift           | 6452                       | -                                  |                                     |                                                        |      |
| 6453   | 1991      | Frans         | In dienst | DB Cargo (PL)                 | 6453                       | -                                  |                                     |                                                        |      |
| 6454   | 1991      | Wim           | In dienst | DB Cargo (NL)                 | 6454                       | rood                               | ATB, ATB-NG                         |                                                        |      |
| 6455   | 1991      | Klaas Abel    | In dienst | DB Cargo (NL)                 | 6455                       | rood                               | ATB, ATB-NG                         |                                                        |      |
| 6456   | 1991      | Hendrik       | In dienst | Eurotunnel                    | 0006                       | -                                  |                                     |                                                        |      |
| 6457   | 1991      |               | In dienst | Eurotunnel                    | 0007                       | -                                  |                                     |                                                        |      |
| 6458   | 1991      | Harry         | In dienst | DB Cargo (PL)                 | 6458                       | -                                  |                                     |                                                        |      |
| 6459   | 1991      | Anton         | In dienst | DB Cargo (PL)                 | 6459                       | -                                  |                                     |                                                        |      |
| 6460   | 1991      | Lonneke/Leo   | In dienst | DB Cargo (PL)                 | 6460                       | -                                  |                                     |                                                        |      |
| 6461   | 1991      | Ron           | In dienst | DB Cargo (NL)                 | 6461                       | geel-grijs                         | ATB                                 |                                                        |      |
| 6462   | 1991      | Olga          | In dienst | DB Cargo (PL)                 | 6462                       | -                                  |                                     |                                                        |      |
| 6463   | 1991      | Theo          | In dienst | DB Cargo (NL)                 | 6463                       | rood                               | ATB TBL 1+                          |                                                        |      |
| 6464   | 1992      | Jan           | In dienst | DB Cargo (NL)                 | 6464                       | rood                               | ATB                                 |                                                        |      |
| 6465   | 1992      | Lammert       | In dienst | DB Cargo (NL)                 | 6465                       | rood                               | ATB                                 |                                                        |      |
| 6466   | 1992      |               | In dienst | DB Cargo (NL)                 | 6466                       | rood                               | ATB                                 |                                                        |      |
| 6467   | 1992      |               | Terzijde  | DB Cargo (NL)                 | 6467                       | -                                  | -                                   |                                                        |      |
| 6468   | 1992      |               | Terzijde  | DB Cargo (NL)                 | 6468                       | -                                  | -                                   |                                                        |      |
| 6469   | 1992      |               | In dienst | DB Cargo (NL)                 | 6469                       | rood                               | ATB                                 |                                                        |      |
| 6470   | 1992      |               | Terzijde  | DB Cargo (NL)                 | 6470                       | -                                  | -                                   |                                                        |      |
| 6471   | 1992      | Bram          | In dienst | DB Cargo (NL)                 | 6471                       | rood                               | ATB                                 | TBL 1+                                                 |      |
| 6472   | 1992      | Frank/Piotr   | In dienst | DB Cargo (PL)                 | 6472                       | -                                  |                                     | Kreeg de naam Piotr bij DB Cargo Polska                |      |
| 6473   | 1992      |               | In dienst | DB Cargo (PL)                 | 6473                       | -                                  |                                     |                                                        |      |
| 6474   | 1992      | Adam          | In dienst | DB Cargo (PL)                 | 6474                       | -                                  |                                     | Naam pas gekregen bij DB Cargo Polska                  |      |
| 6475   | 1992      |               | In dienst | Railtraxx                     | 6475                       | groen met RTX-logos                | TBL1++                              |                                                        |      |
| 6476   | 1992      |               | In dienst | DB Cargo (NL)                 | 6476                       | rood                               | ATB                                 |                                                        |      |
| 6477   | 1992      |               | In dienst | DB Cargo (NL)                 | 6477                       | rood                               | ATB                                 |                                                        |      |
| 6478   | 1992      |               | In dienst | DB Cargo (NL)                 | 6478                       | rood                               | ATB                                 |                                                        |      |
| 6479   | 1992      |               | In dienst | DB Cargo (NL)                 | 6479                       | rood                               | ATB                                 |                                                        |      |
| 6480   | 1992      | Jaro          | In dienst | DB Cargo (PL)                 | 6480                       | -                                  | -                                   | Naam pas gekregen bij DB Cargo Polska                  |      |
| 6481   | 1992      | Lies          | In dienst | Railtraxx                     | 6481                       | groen met RTX-logos                | TBL1++                              |                                                        |      |
| 6482   | 1992      |               | In dienst | Railtraxx                     | 6482                       | groen met RTX-logos                | TBL1++                              |                                                        |      |
| 6483   | 1992      |               | In dienst | DB Cargo (PL)                 | 6483                       | -                                  | -                                   |                                                        |      |
| 6484   | 1992      |               | In dienst | Railtraxx                     | 6484                       | groen met RTX-logos                | TBL1++                              |                                                        |      |
| 6485   | 1993      | Rafał         | In dienst | DB Cargo (PL)                 | 6485                       | -                                  | -                                   | Naam pas gekregen bij DB Cargo Polska                  |      |
| 6486   | 1993      |               | Terzijde  | DB Cargo (NL)                 | 6486                       | rood                               | -                                   |                                                        |      |
| 6487   | 1993      | Paweł         | In dienst | DB Cargo (PL)                 | 6487                       | -                                  | -                                   | Naam pas gekregen bij DB Cargo Polska                  |      |
| 6488   | 1993      | Gerard/Kosmi  | In dienst | DB Cargo (PL)                 | 6488                       | -                                  | -                                   | Gerard werd vernaamd naar Kosmi bij DB Cargo Polska    |      |
| 6489   | 1993      |               | In dienst | DB Cargo (PL)                 | 6489                       | -                                  | -                                   |                                                        |      |
| 6490   | 1993      | Kacper        | In dienst | DB Cargo (PL)                 | 6490                       | -                                  | -                                   | Naam pas gekregen bij DB Cargo Polska                  |      |
| 6491   | 1993      | Bastuś        | In dienst | DB Cargo (PL)                 | 6491                       | -                                  | -                                   | Naam pas gekregen bij DB Cargo Polska                  |      |
| 6492   | 1993      | Kamil         | In dienst | DB Cargo (PL)                 | 6492                       | -                                  | -                                   | Naam pas gekregen bij DB Cargo Polska                  |      |
| 6493   | 1993      | Joke/Anulka   | In dienst | DB Cargo (PL)                 | 6493                       | -                                  | -                                   | Joke werd vernaamd naar Anulka bij DB Cargo Polska     |      |
| 6494   | 1993      |               | In dienst | DB Cargo (PL)                 | 6494                       | -                                  |                                     |                                                        |      |
| 6495   | 1993      |               | In dienst | DB Cargo (PL)                 | 6495                       | -                                  |                                     |                                                        |      |
| 6496   | 1993      |               | In dienst | DB Cargo (PL)                 | 6496                       | -                                  |                                     |                                                        |      |
| 6497   | 1993      | Beny          | In dienst | DB Cargo (PL)                 | 6497                       | -                                  |                                     | Naam pas gekregen bij DB Cargo Polska                  |      |
| 6498   | 1993      |               | In dienst | DB Cargo (PL)                 | 6498                       | -                                  |                                     |                                                        |      |
| 6499   | 1993      |               | In dienst | DB Cargo (PL)                 | 6499                       | -                                  |                                     |                                                        |      |
| 6500   | 1993      | Robert        | In dienst | DB Cargo (PL)                 | 6500                       | -                                  |                                     | Naam pas gekregen bij DB Cargo Polska                  |      |
| 6501   | 1993      | Edo/Kasia     | In dienst | DB Cargo (PL)                 | 6501                       | -                                  |                                     | Edo werd vernaamd naar Kasia bij DB Cargo Polska       |      |
| 6502   | 1993      |               | In dienst | DB Cargo (NL)                 | 6502                       | rood, wervingsstickers             | ATB TBL 1+                          |                                                        |      |
| 6503   | 1993      |               | In dienst | DB Cargo (NL)                 | 6503                       | rood, wervingsstickers             | ATB TBL 1+                          |                                                        |      |
| 6504   | 1994      |               | In dienst | DB Cargo (NL)                 | 6504                       | rood, wervingsstickers             | ATB TBL 1+                          |                                                        |      |
| 6505   | 1994      |               | In dienst | DB Cargo (NL)                 | 6505                       | rood, wervingsstickers             | ATB TBL 1+                          |                                                        |      |
| 6506   | 1994      |               | In dienst | DB Cargo (NL)                 | 6506                       | rood, wervingsstickers             | ATB TBL 1+                          |                                                        |      |
| 6507   | 1994      |               | In dienst | DB Cargo (NL)                 | 6507                       | rood, wervingsstickers             | ATB TBL 1+                          |                                                        |      |
| 6508   | 1994      | Karla/Kris    | In dienst | DB Cargo (NL)                 | 6508                       | rood, wervingsstickers             | ETCS Baseline 3                     |                                                        |      |
| 6509   | 1994      |               | In dienst | DB Cargo (NL)                 | 6509                       | rood, wervingsstickers             | ATB TBL 1+                          |                                                        |      |
| 6510   | 1994      |               | In dienst | DB Cargo (NL)                 | 6510                       | rood, wervingsstickers             | ATB TBL 1+                          |                                                        |      |
| 6511   | 1994      |               | In dienst | DB Cargo (NL)                 | 6511                       | rood, wervingsstickers             | ATB TBL 1+                          |                                                        |      |
| 6512   | 1994      | Peter         | In dienst | DB Cargo (NL)                 | 6512                       | rood, wervingsstickers             | ATB TBL 1+                          | Naam niet meer op de locomotief waar te nemen          |      |
| 6513   | 1994      |               | In dienst | DB Cargo (NL)                 | 6513                       | rood, wervingsstickers             | ATB TBL 1+                          |                                                        |      |
| 6514   | 1994      | Wim           | Gesloopt  | DB Cargo (NL)                 | 6514                       | rood, wervingsstickers             | Memor                               | Gesloopt in Maart 2010 na Treinongeval bij Barendrecht |      |
| 6515   | 1994      |               | In dienst | DB Cargo (NL)                 | 6515                       | rood, wervingsstickers             | ATB TBL 1+                          |                                                        |      |
| 6516   | 1994      | Wouter        | In dienst | DB Cargo (NL)                 | 6516                       | rood, wervingsstickers             | ATB TBL 1+                          |                                                        |      |
| 6517   | 1994      |               | In dienst | DB Cargo (NL)                 | 6517                       | rood, wervingsstickers             | ATB TBL 1+                          |                                                        |      |
| 6518   | 1994      |               | In dienst | DB Cargo (NL)                 | 6518                       | rood, wervingsstickers             | ATB TBL 1+                          |                                                        |      |
| 6519   | 1994      |               | In dienst | DB Cargo (NL)                 | 6519                       | rood, wervingsstickers             | ATB TBL 1+                          |                                                        |      |
| 6520   | 1994      |               | In dienst | DB Cargo (NL)                 | 6520                       | rood, wervingsstickers             | ATB TBL 1+                          |                                                        |      |

## Galerij

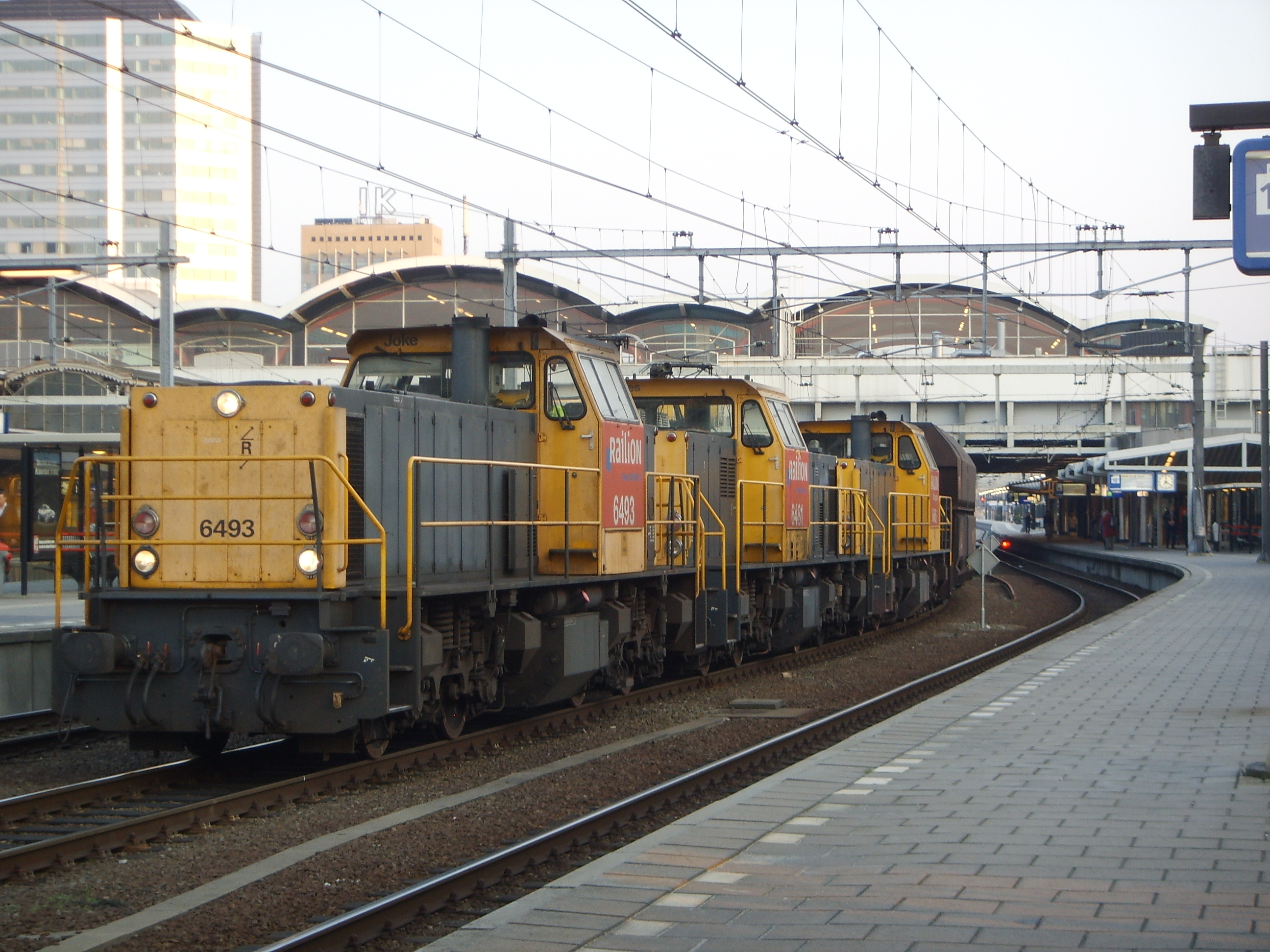
Drie 6400-en rijden multiple geschakeld een kolentrein (Station Utrecht Centraal)
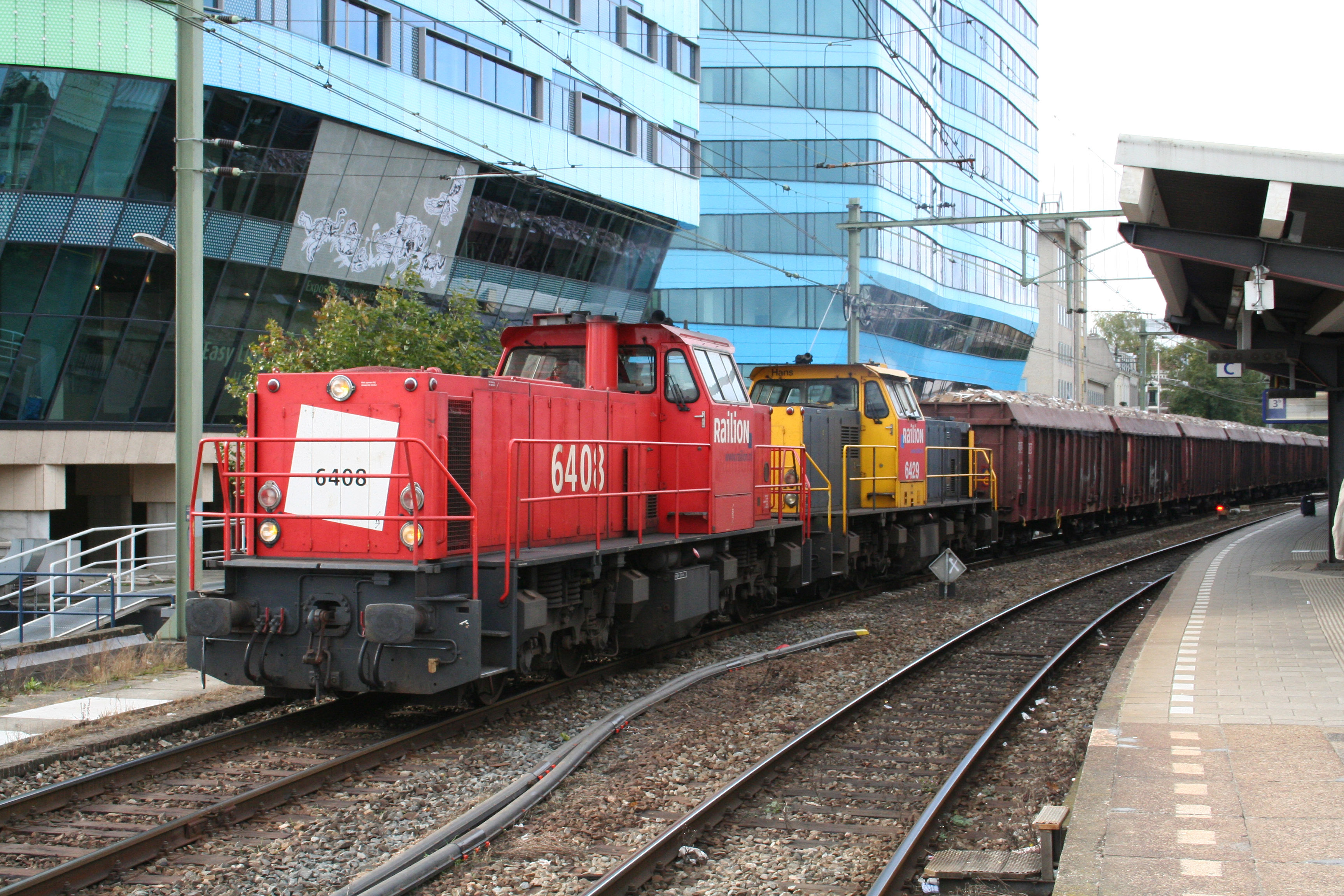
Twee 6400-en in Railion-rood en NS-geel/grijs met Railion-sticker te Arnhem
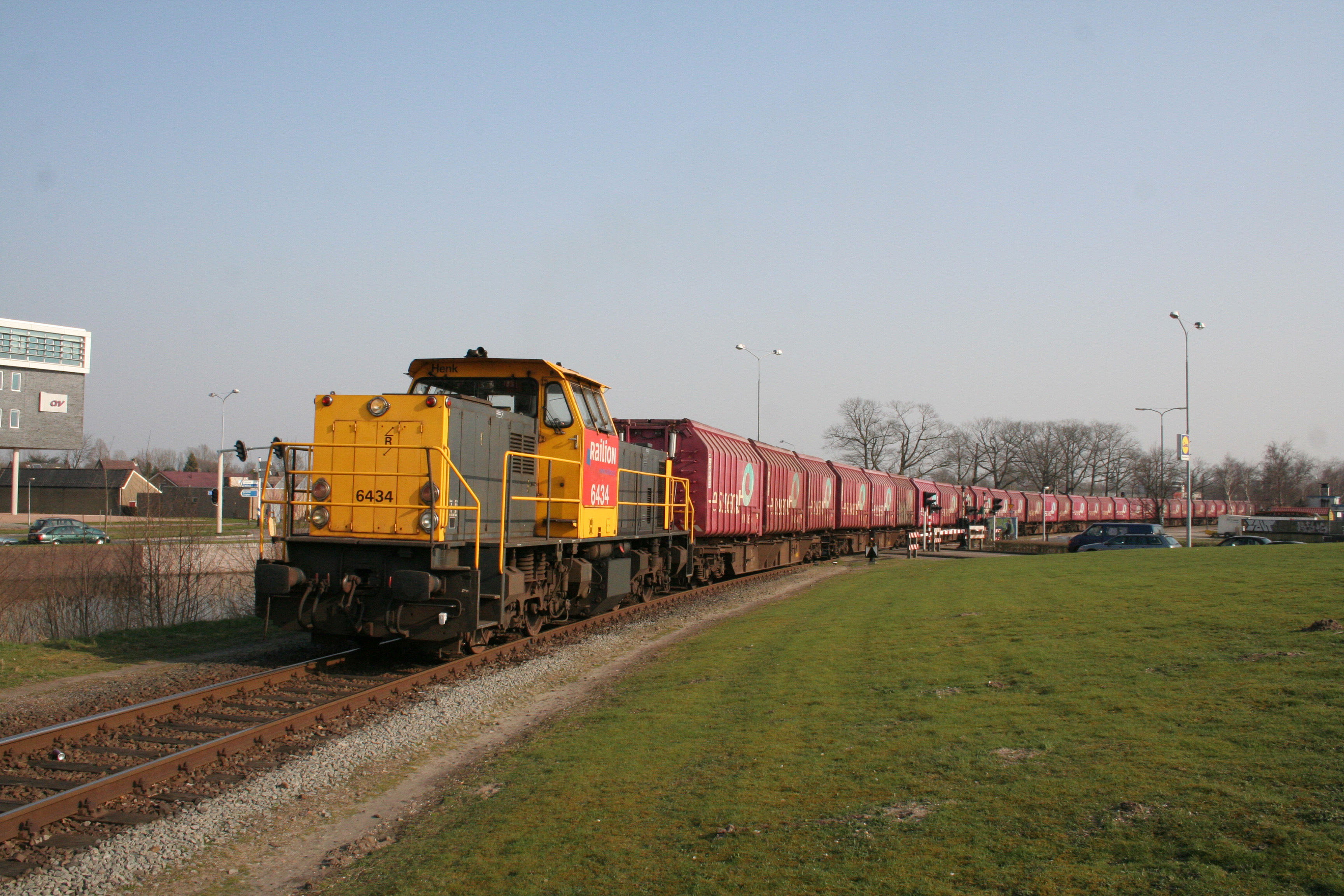
Loc 6434 met een afvaltrein te Apeldoorn
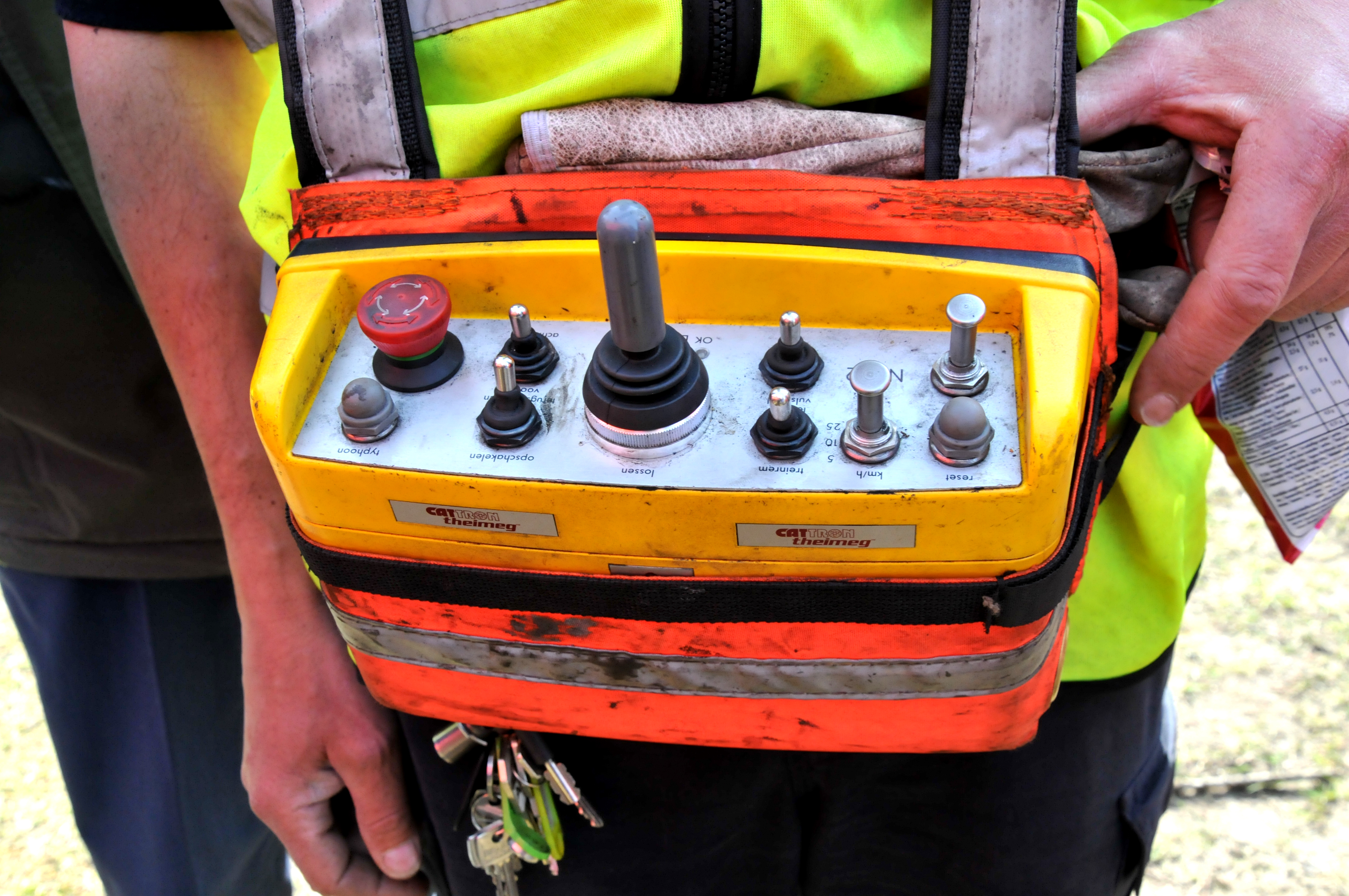
Afstandsbediening